# Østrig ved vinter-OL 2022
Østrig deltog i vinter-OL 2022 i Beijing, Kina i perioden 4. – 20. februar 2022.

## Medaljer
| 2022 Beijing | Guld | Sølv | Bronze | Total |
| Østrig       | 7    | 7    | 4      | 18    |

### Medaljevindere
| Østrig under vinter-OL 2022 i Beijing | Østrig under vinter-OL 2022 i Beijing | Østrig under vinter-OL 2022 i Beijing | Østrig under vinter-OL 2022 i Beijing | Østrig under vinter-OL 2022 i Beijing |
| Medalje                               | Navn                                  | Sport                                 | Event                                 | Dato                                  |
| ------------------------------------- | ------------------------------------- | ------------------------------------- | ------------------------------------- | ------------------------------------- |
| Guld                                  | -                                     | -                                     | -                                     | -                                     |
| Sølv                                  | -                                     | -                                     | -                                     | -                                     |
| Bronze                                | -                                     | -                                     | -                                     | -                                     |